# Indersbach
Indersbach ist Gemeindeteil des Marktes Eichendorf und eine Gemarkung im Landkreis Dingolfing-Landau, Niederbayern. Das Pfarrdorf liegt drei Kilometer südwestlich von Eichendorf in Richtung Arnstorf.

## Geschichte
Die durch das bayerische Gemeindeedikt begründete Gemeinde Indersbach umfasste zudem die Orte Attenkaisen, Birnbaum, Edengrub, Granitz, Haag, Halmbrunn, Hochwimm, Muggenthal, Oberklingenbach, Pollnöd, Rödlhub, Thanhausen, Unterklingenbach, Waidmann und Waidweber. Die Gemeinde wurde im Zuge der Gebietsreform in Bayern am 1. Juli 1972 in den Markt Eichendorf eingegliedert.
Kirchlich war Indersbach ursprünglich Filiale von Grafendorf und wurde 1864 Expositur, die seit 1977 Mitglied im Pfarrverband Eichendorf ist. Die Filialkirche St. Jakobus der Ältere ist eine spätromanische Saalkirche mit Nordturm aus der zweiten Hälfte des 13. Jahrhunderts.